# Марко Корнаро
Марко Корнаро (на италиански: Marco Cornaro или на венецианското наречие Marco Corner) е 59-ият венециански дож от 1365 до 1368 г.
Произлизащ от една от най-старите патрициански фамилии във Венеция, извеждаща своето родословие още от времето на римляните, Корнаро е избран за дож през 1368 г. на 80–годишна възраст след дълга кариера на различни висши административни длъжности. Многократно е посланик при император Карл IV и при папа Климент VI, също така участва в делегацията на Венеция при избирането на папа Урбан V в Авиньон.
По време на своите две години и половина начело на Венеция, Корнаро за разлика от арогантния си предшественик демонстрира лоялност към републиката и респект към обикновените граждани. Успява и да възстанови търговията с Египет, прекъсната в предишни години поради наложената забрана от папата да се търгува с мюсюлманите, но Корнаро убеждава новия папа да отмени тази забрана.
Умира на 13 януари 1368 г.

## Семейство
Първият брак на Марко Корнаро е с Джована Скромени от Падуа, от която има трима сина и две дъщери. Вторият му брак е с Катерина, за която е известно единствено, че била от скромно потекло – всъщност точно произходът на жена му е причина някои членове на Съвета да бъдат против избирането на Корнаро за дож.